# Isabelle Fougère
 (janvier 2024).
Si vous disposez d'ouvrages ou d'articles de référence ou si vous connaissez des sites web de qualité traitant du thème abordé ici, merci de compléter l'article en donnant les références utiles à sa vérifiabilité et en les liant à la section « Notes et références ».
Pour les articles homonymes, voir Fougère (homonymie).
Isabelle Fougère est une journaliste et écrivaine française née à Royan (Charente-Maritime) en février 1968.

## Carrière
Reporter, autrice et réalisatrice, elle a publié dans la presse française et internationale de nombreux reportages consacrés aux femmes, aux migrants et à la jeunesse confrontée à des destins extrêmes.
Elle a écrit et réalisé des documentaires et webdocumentaires pour Arte, TV5 Monde, France Culture ou la Rai (Italie), dont Alma, une enfant de la violence, co-réalisé avec Miquel Dewever-Plana et récompensé de nombreux grands prix internationaux.
Elle publie également de la non-fiction, des essais, romans et des livres jeunesse chez Hachette, Larousse, Le Bec en l’air, Blume, Images en Manœuvre ou encore Bayard éditions, dont Odyssée moderne, voyage avec les migrants clandestins, du Sahara à la Grande Bleue. Elle est également autrice de publications avec des établissements culturels tels que le Muséum de Toulouse ou la Fondation d’art contemporain Martell.
En 2000 elle a co-fondé le Prix Canon/AFJ de la Femme Photojournaliste, décerné au Festival Visa pour l’Image.
En 2017, elle a réalisé un documentaire sonore et une série de courts-métrages consacrés à Jacques Prévert, en collaboration avec la petite-fille du poète (France Culture – TV5 Monde).
En 2020 elle a co-écrit et co-réalisé avec Miquel Dewever-Plana une série de courts métrages de fiction, Des Juliettes et des Roméos, tournée avec des jeunes de La Réunion et de Mayotte, diffusée sur France Télévisions.
Elle enseigne le journalisme à l’IPJ Paris Dauphine depuis 2012, anime des ateliers d’écriture créative, et intervient auprès de réalisateurs en tant que script doctor (Diffusion Arte France 5).

## Documentaires
- Alma, une enfant de la violence, réalisé avec  Miquel Dewever-Plana, web-documentaire (Upian-Arte-Vu'), 2013 ARTE
  - Prix World Press Photo 2013[1] dans la catégorie production interactive
  - Visa d'or RFI-France 24 du webdocumentaire[2], France
  - Étoile de la SCAM, France
  - DocLab Award for Digital Storytelling au Festival international du film documentaire d'Amsterdam[2], Pays-Bas
  - le Grimme Online Award (de)[2], Allemagne
  - Prix de l'innovation 2013 du Festival international du documentaire de Sheffield (en)[2], Grande-Bretagne
- Prévert exquis, série de courts-métrages TV5 MONDE
  - Prix du meilleur projet francophone 2016 Cross Video Days Paris
- Euroland, un voyage dans l'Europe des femmes, série documentaire, 2 saisons (Réseau Femmes Journalistes de la Méditerranée - UE, Raï) 1999-2000 Rai (radiotelevisione Italiana)

## Fictions
- Série des Juliettes et des Roméos, avec Miquel Dewever-Plana (Senso Films - Solidarités et Culture) Invent Oi) France TV

## Livres
- Pour tout l'argent de Potosi, 2020, éditions Blume, Artem & Cetera. Un roman noir dans les mines d’argent boliviennes, publié en face à face avec un essai photographique de Miquel Dewever-Plana
- Magies !, co-écrit avec l’ethnologue Julien Bondaz (2020 Ed Courtes et Longues, Muséum de Toulouse, Muséum des Confluences de Lyon). Un tour du monde de l’histoire de la magie, de ses praticiens et de ses rapports tumultueux avec les sciences.
- VOX, articles dans la gazette du Muséum de Toulouse, destinée à accompagner les expositions. 2020-2021 : Exposition Magies Sorcellerie. 5 numéros : Magies, entre croire et savoir, Figures de la sorcière, Magies vertes, Magie et les neuroscience, hors-série jeunesse – Ed Muséum de Toulouse).
- Le journal d’Emma et Capucine, pour tout savoir sur la danse, collection jeunesse (Ed Larousse 2020).
- Storytelling, carnets de résidence Fondation Martell, collection de récits de créations artistiques à la Fondation d’art contemporain Martell. En 2020, 4 carnets d’artistes : Vincent Lamouroux, Nathalie Talec, Claire et Adrien, SelgasCano. 4 carnets prévus en 2021 (Ed Fondation Martell)
- Extinctions, la fin d’un monde ?, co-auteure (2019, Muséum de Toulouse) avec Frédérique Dumet.
- Oka Amazonie, 2019 Ed Muséo - Muséum de Toulouse. Un ouvrage collectif sur les amérindiens d'Amazonie, accompagnant l'exposition du même nom au Muséum de Toulouse, pour l'année internationale des peuples autochtones.
- Un pont entre deux rives, article in D’une rive à l’autre, essai photographique de Miquel Dewever-Plana (Ed Blume – Artem & Cetera 2017). Notion d’identité chez les amérindiens de Guyane
- Le Grand Zapping de culture générale, auteure (Larousse 2016 + 3e édition augmentée 2018)
- Méditations du Monde, à l’écoute des grands maitres de sagesse, auteure (Ed Bayard 2013)
- Alma, auteure (Ed Le Bec en l’air- Blume 2012). Une nouvelle littéraire inspirée de la vie d’une jeune marera du Guatemala, ex-criminelle sortie de son gang. Photographies de Miquel Dewever-Plana. Adaptation théâtrale par la Compagnie Les Uns d’ici (Champigny sur Marne)
- Dix-huit ans, Respect les filles !, co-auteure (La Documenttion Française 2009). Ouvrage sur les droits des femmes destiné aux jeunes filles qui deviennent majeures. Commande du Secrétariat d’état aux Droits des Femmes, Ministère du Travail, des Relations Sociales, de la Famille, de la Solidarité et de la Ville (Valérie Létard)
- Odyssée Moderne, voyage avec les migrants clandestins, du Sahara à la Grande Bleue, auteure, récit de voyage avec les passeurs et les migrants - photographies de Sarah Caron (Images En Manoeuvres 2004)
- Collections de livres documentaires Jeunesse chez Hachette Jeunesse (une douzaine de titres) et Larousse (collection Dis Pourquoi)